# Weltmeisterschaften im Bogenschießen 2017
Die Weltmeisterschaften im Bogenschießen 2017 wurden vom 15. bis 22. Oktober in der mexikanischen Hauptstadt Mexiko-Stadt ausgetragen. Austragungsort war das Campo Marte.

## Ergebnisse

### Recurvebogen
| Disziplin         | Gold                                                   | Silber                                                          | Bronze                                                   |
| ----------------- | ------------------------------------------------------ | --------------------------------------------------------------- | -------------------------------------------------------- |
| Männer Einzel     | Dong Hyun-im                                           | Wei Chun-heng                                                   | Steve Wijler                                             |
| Frauen Einzel     | Xenija Perowa                                          | Chang Hye-jin                                                   | Tan Ya-ting                                              |
| Männer Mannschaft | Italien Marco Galiazzo David Pasqualucci Mauro Nespoli | Frankreich Thomas Chirault Jean-Charles Valladont Pierre Plihon | Südkorea Kim Woo-jin Oh Jin-hyek Dong Hyun-im            |
| Frauen Mannschaft | Südkorea Chang Hye-jin Kang Chae-young Choi Mi-sun     | Mexiko Alejandra Valencia Aída Román Mariana Avitia             | Chinesisch Taipeh Tan Ya-ting Lin Yu-hsuan Lin Shih-chia |
| Mixed Mannschaft  | Südkorea Im Dong-hyun Kang Chae-young                  | Deutschland Florian Kahllund Lisa Unruh                         | Großbritannien Patrick Huston Naomi Folkard              |

### Compoundbogen
| Disziplin         | Gold                                                                  | Silber                                                   | Bronze                                                 |
| ----------------- | --------------------------------------------------------------------- | -------------------------------------------------------- | ------------------------------------------------------ |
| Männer Einzel     | Sébastien Peineau                                                     | Stephan Hansen                                           | Braden Gellenthien                                     |
| Frauen Einzel     | Song Yun-soo                                                          | Yeşim Bostan                                             | Kristina Heigenhauser                                  |
| Männer Mannschaft | Vereinigte Staaten Steve Anderson Braden Gellenthien Kristofer Schaff | Italien Sergio Pagni Frederico Pagnoni Alberto Simonelli | Kolumbien Sebastián Arenas Camilo Cardona Daniel Muñoz |
| Frauen Mannschaft | Kolumbien Sara López Alejandra Usquiano Nora Valdez                   | Indien Trisha Deb Lily Paonam Jyothi Vennam              | Südkorea Choi Bo-min So Chae-won Song Yun-soo          |
| Mixed Mannschaft  | Südkorea Kim Jong-ho Song Yun-soo                                     | Deutschland Kristina Heigenhauser Marcel Trachsel        | Italien Irene Franchini Sergio Pagni                   |

## Medaillenspiegel
| Platz  | Land               | Gold | Silber | Bronze | Gesamt |
| ------ | ------------------ | ---- | ------ | ------ | ------ |
| 1      | Südkorea           | 5    | 1      | 2      | 8      |
| 2      | Italien            | 1    | 1      | 1      | 3      |
| 3      | Frankreich         | 1    | 1      | –      | 2      |
| 4      | Kolumbien          | 1    | –      | 1      | 2      |
| 4      | Vereinigte Staaten | 1    | –      | 1      | 2      |
| 6      | Russland           | 1    | –      | –      | 1      |
| 7      | Deutschland        | –    | 2      | 1      | 3      |
| 8      | Chinesisch Taipeh  | –    | 1      | 2      | 3      |
| 9      | Dänemark           | –    | 1      | –      | 1      |
| 9      | Indien             | –    | 1      | –      | 1      |
| 9      | Mexiko             | –    | 1      | –      | 1      |
| 9      | Türkei             | –    | 1      | –      | 1      |
| 13     | Großbritannien     | –    | –      | 1      | 1      |
| 13     | Niederlande        | –    | –      | 1      | 1      |
| Gesamt | Gesamt             | 10   | 10     | 10     | 30     |